# Magellan-Dampfschiffente
Die Magellan-Dampfschiffente (Tachyeres pteneres) oder Riesendampfschiffente ist eine südamerikanische, flugunfähige Halbgans aus der Gattung der Dampfschiffenten (Tachyeres). Die Vögel leben auf Feuerland und Kap Hoorn. Die Flugfähigkeit ist stark eingeschränkt. Die Gesamtpopulation wird auf 10.000 bis 100.000 noch verbleibende Tiere geschätzt. Der Ornithologe Hartmut Kolbe geht davon aus, dass sie wegen ihrer allgemeinen Verbreitung in den Küstengewässern des südlichsten Südamerikas nicht bestandsbedroht ist.

## Beschreibung
Magellan-Dampfschiffenten sind sehr große und massige Enten. Kennzeichnend für sie ist ein klobiger Schnabel, stämmige Beine und Schwanzfedern, die leicht nach oben eingebogen sind. Das Gewicht der Männchen beträgt rund sechs Kilogramm. Weibchen sind mit durchschnittlich 4,1 Kilogramm deutlich leichter. Der Schnabel ist einfarbig orange und weist zuweilen eine dunkle Basis auf. Die Kopffärbung ist durchweg grau. Einzelne Individuen haben zuweilen einen weißen Augenstreif. Von der Falkland-Dampfschiffente ist sie bei Feldbeobachtungen kaum zu unterscheiden. Auffälligstes Unterscheidungsmerkmal ist, dass die Schwingen bis zum Bürzel reichen. 
Magellan-Dampfschiffenten weisen keinen ausgeprägten Geschlechtsdimorphismus auf. Männchen sind aber größer und massiger als die Weibchen.
Als nicht fliegende Art beschränkt sich ihr Lebensraum auf Küstenabschnitte mit gutem Nahrungsangebot. Über die Fortpflanzung von Dampfschiffenten ist grundsätzlich sehr wenig bekannt. Man geht davon aus, dass sie in Dauerehe leben und standorttreu sind. Die Brutdauer beträgt wie bei allen Dampfschiffenten um die 30 Tage. Gelege umfassen zwischen vier und sieben Eier von lehmbrauner Farbe. Geschlechtsreif sind die Enten ab dem 3. Lebensjahr.